# كأس ألمانيا 2025–26
كأس ألمانيا 2025–26 هو الموسم الثالث والثمانين من مسابقة كأس كرة القدم الألمانية السنوية. يشارك في المسابقة أربعة وستون فريقًا، بما في ذلك جميع الفرق من الدوري الألماني والدوري الألماني الدرجة الثانية في العام السابق. ستبدأ المنافسة في 15 أغسطس 2025 بالجولة الأولى من ست جولات وستنتهي في 23 مايو 2026 بالمباراة النهائية على الملعب الأولمبي في برلين، وهو مكان محايد اسميًا، والذي استضاف النهائي منذ عام 1985.  تعتبر بطولة كأس ألمانيا ثاني أهم بطولة للأندية في كرة القدم الألمانية بعد بطولة الدوري الألماني. يتم إدارة بطولة كأس الاتحاد الألماني لكرة القدم (DFB).
يتأهل الفائز بكأس ألمانيا تلقائيًا إلى مرحلة لدوريفي نسخة 2026–27 من الدوري الأوروبي. إذا تأهلوا بالفعل إلى دوري أبطال أوروبا من خلال موقعهم في الدوري الألماني، فإن المكان سيذهب إلى الفريق في المركز السادس، وسيذهب مكان الجولة الفاصلة لدوري المؤتمر الأوروبي إلى الفريق في المركز السابع. وسيستضيف الفائزون أيضًا نسخة 2026 من كأس السوبر الألماني في بداية الموسم المقبل، وسيواجهون أبطال الدوري الألماني 2025–26.